# Rituels meurtriers
Pour plus de détails, voir Fiche technique et Distribution.
Rituels meurtriers est un téléfilm français réalisé par Olivier Guignard, diffusé pour la première fois le 21 octobre 2011 sur France 2 et proposé à la vente dans L'Express de la première semaine de janvier 2012.

## Synopsis
Un capitaine de police, le capitaine Bénita, et la jeune commissaire Valère fragilisée par la disparition tragique de sa jeune sœur vont être confrontés à trois meurtres dont celui d'un syndicaliste connu, « le Périgourdin ». Le modus operandi des crimes reste mystérieux. Après plusieurs recherches, devant ce mode opératoire qui les laisse, lui et sa jeune commissaire, d'abord perplexes, il reconnaît et trouve des similitudes avec des rituels maçonniques. Ils vont donc enquêter dans les milieux des différentes obédiences de la franc-maçonnerie, ou règne le culte du secret. Commence donc une enquête difficile qui va les mener à découvrir que des personnes essayent d'influer sur l'enquête, dont des maçons noyautant la hiérarchie policière et siégeant au sein d'un comité des 9. Bien vite les soupçons des enquêteurs se portent sur un groupuscule de skinheads néo-nazis, prétendument financés par un descendant américain du militant antimaçonnique Jules Guérin, fondateur du Grand Occident de France et protagoniste de l'affaire dite du Fort Chabrol. Une perquisition dans leurs locaux conduit à un échange de coup de feu, mais leur arrestation n'est pas probante, tout comme celle de leur bailleur de fonds présumé. L'enquête se poursuit sur un conseiller ministériel ayant fondé une fraternelle maçonnique crapuleuse dans les années 1970 et ayant été radié de son ordre pour ces faits...

## Fiche technique
- Réalisateur : Olivier guignard
- Scénario : Jean-Luc Gaget et Nathalie Hertzberg, d'après une idée originale d'Alain Bauer et d'Emmanuel Torres
- Musique : Arland Wrigley
- Directeur de la photographie : Pascal Lagriffoul
- Montage : Thierry Brunello
- Distribution des rôles : Florence Ayivi et Sophie Lainé Diodovic
- Création des décors : Florian Sanson
- Création des costumes : Céline Guignard
- Coordinateur des cascades automobiles : Jean-Claude Lagniez
- Pays :  France
- Production : JEM Productions et France 2
- Genre : Film policier
- Durée : 80 minutes
- Date de diffusion : le 21 octobre 2011 sur France 2

## Distribution
- Éric Elmosnino : Bastien Bénita
- Florence Loiret Caille : Clara Valère
- Grégory Gadebois : Gillet
- Benoît Giros : Monsoult
- Judith Rémy : Magalie
- Fred Ulysse : Marcel
- François Loriquet : Préfet Mateolini
- Alain Fromager : Benjamin Carpentier
- Julie Voisin : Adrienne
- Alice Butaud : Juge Chasson
- Hammou Graïa : Camille
- Philippe du Janerand : Robert
- Jacques Herlin : François Dumas
- Michel Piquet : le Vénérable de la loge

## Prix
- 2012 : Prix Polar du meilleur film français de télévision au Festival du film policier de Cognac